# Тронари (Бузау)
Тронари (рум. Tronari) насеље је у Румунији у округу Бузау у општини Виперешти. Oпштина се налази на надморској висини од 264 m.

## Становништво
Према подацима из 2002. године у насељу је живело 966 становника, од којих су сви румунске националности.